# آسیاب آبشار تزرج ۲ (محمدخانی)
آسیاب آبشار تزرج ۲ (محمدخانی) مربوط به دوره قاجاریه است و در روستای تزرج، بخش مرکزی، شهرستان حاجی آباد، استان هرمزگان واقع شده است. این اثر در تاریخ ۲۵ آبان ۱۳۸۴ با شمارهٔ ثبت ۱۳۸۲۶ به‌عنوان یکی از آثار ملی ایران به ثبت رسیده است.